# Ammasso della Chioma
L'Ammasso della Chioma (Abell 1656) è un ammasso di galassie che si trova a circa 350 milioni di anni luce da noi, in direzione della costellazione della Chioma di Berenice.
È un ammasso molto ricco, con circa 1000 grandi galassie e migliaia di altre galassie più piccole. La maggior parte di esse sono galassie ellittiche. La più grande galassia dell'ammasso, NGC 4884, ha un diametro di 300.000 anni luce, tre volte superiore a quello della Via Lattea.
Le sue dieci galassie a spirale più luminose hanno una magnitudine apparente compresa tra 12 e 14, che le rende osservabili con telescopi aventi dimensioni maggiori di 20 cm. L'ammasso si trova a pochi gradi di distanza dal polo nord galattico.
La massa totale dell'ammasso, calcolata grazie a modelli matematici effettuati con reti neurali artificiali e basata su simulazioni della distribuzione di materia nell’universo è stimata in circa un milione e mezzo di miliardi di masse solari.

## Componenti dell'ammasso
La maggior parte delle componenti sono galassie ellittiche e lenticolari. La mappatura completa dell'ammasso è stata realizzata soltanto negli anni '50 dagli astronomi dell'Osservatorio del Monte Palomar.

## Collegamenti esterni

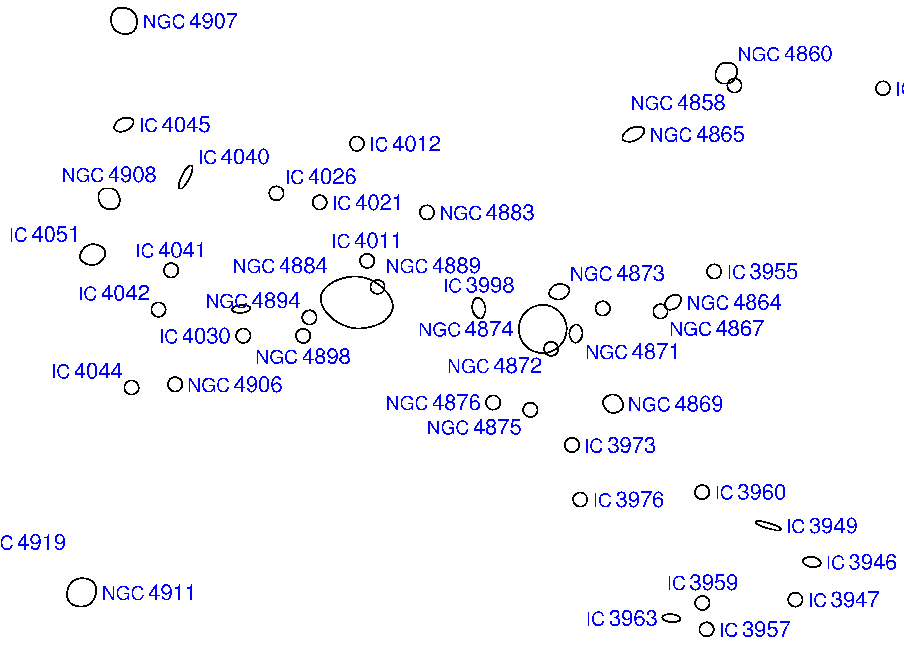
Mappa della zona centrale dell'ammasso